# Gerhard Plankensteiner
Gerhard Plankensteiner (n. 8 aprilie 1971, Vipiteno, Trentino-Tirolul de Sud, Italia) este un sănier ce a reprezentat Italia, medaliat olimpic. A participat la 5 ediții ale Jocurilor Olimpice (1992, 1998, 2002, 2006, 2010) în care a câștigat o medalie de bronz.